# Ab esse ad posse valet, a posse ad esse non valet consequentia
Ab esse ad posse valet, a posse ad esse non valet consequentia (od być do móc zachodzi wynikanie, od móc do być nie zachodzi) – scholastyczne adagium, które wyraża zasadę wynikania modalnego. Głosi ono, że z traktujących o faktach wypowiedzi asertorycznych mogą wynikać traktujące o możliwościach wypowiedzi problematyczne, ale nie na odwrót.
Treść adagium potwierdził współczesny rozwój logiki modalnej, stanowi ono też jeden z jej zalążków obecnych w logice i filozofii średniowiecznej. Obecnie część twierdząca tej zasady stanowi tautologię modalnego rachunku zdań o postaci {\displaystyle p\Rightarrow \Diamond p} i tradycyjnej nazwie ab esse ad posse.